# 한분순
한분순(1943년 12월 15일 ~, 충청북도 음성군 출생)은 대한민국의 시조시인이며 언론인이다. 종교는 천주교이며, 세례명은 클라라이다. 1964년 동광에 <생명>과 <어머니> 시 당선, 1970년 서울신문 신춘문예 <옥적> 당선으로 데뷔하였다.

## 이력
- (2022년1966 서라벌예술대학교(현 중앙대학교 예술대학 문예창작학과) 학사
- 1966-1975 『국민신문』 기자
- 1970년 서울신문 신춘문예 <옥적> 당선
- 1970년 시법 창간 동인
- 1976년 월간 문예지 한국문학  부장
- 1984  월간 문예지 『소설문학』 주간 및 출판국 주간
- 1987 Mbc 그때를 아십니까 방송 출연
- 1988 여원사 발행 여성월간지『뷰티라이프』주간
- 1990 『서울신문』퀸 편집부장
- 1992 『서울신문』 출판국 부국장
- 1994 『서울신문』서울신문사 공로상.
- 1997 『세계일보』 편집국 부국장 겸 문화부장
- 1999 『스포츠투데이』 신문 편집국 문화부 국장, 한국문인협회 이사, 한국시조시인협회 이사, 국제펜한국본부 이사, 한국여성문학인회 이사. 자랑스런 보성인상 예술인상.
- 2002-2003 한국시조시인협회 수석 부회장, (사)세계시조사랑 협회 이사
- 2004-2008 한국문인협회 제23대 시조분과 회장, 한국신문윤리 위원회 윤리위원, 6.15민족문학인 협회 부위원장.이호우, 이영도시조문학상 심사위원장.가람시조문학상 운영위원.행정자치부 제9회 공무원문예대전 심사위원.
- 2005년 한국문화예술위원회 우수도서 선정위원. 농민신문 심사위원. 한국시조포럼 상임 부의장.6.15민족문학인협회 남특 실무 부위원장.(`2006년).가람시조문학상 심사위원.
- 2006년 제20회 한국문화예술총연합회 예술상(문학부문). 제16회 이호우, 이영도 시조문학상 운영위원 및 심사위원.
- 2007년 제24대 한국문인협회 시조분과 회장(` 2010년 12월). 6.15 민족문학인남측협회 집행위원(`2011년).
- 2008년 가람시조문학 제1회 신인상 심사위원. 제18회 이호우, 제22회 이여도 시조문학상, 제2회 이호우, 이영도 시조문학상 신인상 심사위원장.
- 2009년 한국시조시인협회 이사장. 한국시인협회 이사 2009년부터 2022년 현).국제헨한국본부 이사,자문위원. 제46회 한국문학상 심사위원.
- 2010년 제 22회 한국시조시인협회 협회상 및 신인상 심사위원. 한국문화예술위원회 문예진흥기금 문학부문 심사. 조선일보, 서울신문 신춘문예 심사위원.
- 2011년 한국문인협회 부이사장.가람시조문학상 운영위원 및.심사위원장. 제14회 현대불교문학상 수상. 조선일보 신춘문예 심사위원. 서울신문 신춘문예 심사위원. 중앙일보 제28회 중앙시조대상 및 제20회 중앙시조 신인상 심사위원. 한국소설가협회 이사. 국제펜클럽한국본부 이사.제2회 이상시문학상 심사위원. 사회통합위원회 서울시지역협의회 위원.
- 2012년 (사)한국여성문학인회 이사장.한국시조시인협회 명예이사장. 중앙대문인회 부회장. 국제펜한국본부 자문위원.한국시인협회 이사.
- 2013년 한국시인협회 이사. 구상선생기념사업회 구상문학상 심사위원장.구상선생기념사업회 부회장. 농민신문사 신춘문예 심사위원. 국제펜클럽 한국본부 자문위원.
- 2014년 대한민국문화예술상 문학부문 수상. 한국문인협회 부이사장.한국시조시인협회 명예이사장.
- 2015년 중앙대문학상 수상.최충천년시조문학상 수상. 제35회 가람시조문학상 심사위원장. 광복 70주년, 분단 70년 문인극 <하꼬대마을 사람들>(문학의 집 서울) 여중생 한소원 역 출연.

KBS 제36회 근로자문학제  작품 심사. 국세청문예공모 심사.신라문학대상 심사. 농민신문사 신춘문예 심사     
- KBS 제36회 근로자문학제 작품 심사. 국세청문예공모 심사.신라문학대상 심사. 농민신문사 신춘문예 심사 • 2016년 제36회 가람시조문학상 및 제8회 가람시조문학 신인상 심사위원장, 제1회 노산문학상 심사위원장. 제2회 백수문학상 심사위원.  제21회 중앙대문학상 심사위원장.  • 2017년 제31회 한국예술문화단체총연합회 예총예술문화상 대상 수상(문학) . 가톨릭신문 일요한담 칼럼 3개월 연재(5월28일자부터 8월6일자까지).윤동주 탄생 100주년 기념특집 글 -불멸의 기획전( 백석대 주최). 임종본 시집 해설 1권 <사랑 알기 >2권 <별은 꽃이 그립다 > 동학사 발행(2017년 9월 20일)  • 2018년 《길을 세우다》공저. 한국문학포럼 대표작 선집 . 신아출판사 (한국현대문학작가 작품집 2018년 9월 21일) .이은방백일장 심사(충북옥천군).마로니에백일장 심사. 한국시인협회 매향리 시낭송. 우리시 우리노래 <소녀> 세종문화회관 발표 (문학의 집 서울 주최) . 시조전문지 <시조21>작품 특집 5편. 제17회 성음악 발표 <별처럼 비추는 꽃이 되게 하소서>성가곡 4절(2017년 11월 3일 )한국가톨릭작곡가협회 주최. 한국현대작가연대 편집인.  • 2019년 제10대 중앙대문인회 회장 취임(3월 31일 ). 계간문예 작가 특집 . '꽃의 말씀 외 작품 5편. 작품론. 우리시 우리노래 <가을공원에서>발표.세조문화회관. 이상목 정형시집 해설 (낯설지 않은그림 한 점), 중앙대문인회 제1회 문인축전 개회 (안성 박두진문학관)  • 2020년 중앙대문인회 제24회 본상 및 쳥룡문학상(신설) 시상식 (1월 15일 문학의 집 서울). 한국시학, 신문예 명사초대석 특집.  • 2021년 제11대 중앙대문인회 회장 연임. (1월 15일 . 문학의 집 서울) 문학상 시상(본상 : 안 영 소설가, 제2회 청룡문학상. 김영산 시인 수상).  <시인은 하이힐을 신는다>현대시학 기획시인선 11 (2021년 1월 15일 현대시학사 발행), 제19회 유심작품상특별상 수상.  • 2021년 현재 한국시조시인협회 명예이사장. 한국문인협회 자문위원. 국제펜한국본부 자문위원. 서울신문 사우회 자문위원. 한국여성문학인회 고문중앙대문인회 회장. 한국시인협회 이사 겸 심의위원.

## 수상 내역
- 1970년 서울신문 신춘문예 <옥적> 당선
- 1985년 한국시조문학상
- 1990년 제10회 정운시조문학상
- 1993년 한국시조시인협회상
- 1994년 서울신문사 공로상
- 1999년 자랑스런 보성인상 예술분야
- 2001년 제38회 한국문학상
- 20009년 제14회 현대불교문학상
- 2012년 제1회 국제펜클럽 한국본부 제1회 송운시조문학상
- 2013년 한국시조시인협회 공로패
- 2014년 제46회 대한민국 문화예술상
- 2015년 제20회 중앙대문학상.최충천년시조문학상 수상
- 2017년 제31회 예총예술문화상(문)대상
- 2018년 제17회 성가곡 <별처럼 비추는 꽃이 되게 하소서 (한국가톨릭작곡가협회)/ 우리시 우리 노래 <소녀> ㅁ(문학의 집 서울)
- 2021녀 제 19회 유심작품상 특별상 수상 (만해사상실천선양회)

## 주요 작품

### 시작품 및 시집
```
  시집 : 실내악을 위한 주제 (한국문학)
        서울 한낮 (문학세계사)
        소녀(우리시대 현대시조) (태학사)
        손톱에 달이 뜬다(목언예원)
        언젠가의 연애편지(목언예원)
        서정의 취사 (우리나라 명시선 100) (시인생각)
        저물 듯 오시는 이 (빛나는 시 100선)(인간과 문학사)
```

시집 : 시인은 하이힐을 신는다 (현대시학 기획시인선 11)
시조집 : 그대의 끼니가 아름답기를  (동학사)2024.11.15.
시조집 e- book 발행. 그대의 끼니가 아름답기를 (2025년 1월 31일. 동학사)
작품
- 「생명」「어머니」외, 『동광』, 1964.5, 시.
- 「점사(點寫)」, 『현대시조』, 1970.1, 시.
- 「이미지 산책」, 『현대시학』, 1970.4, 시.
- 「연기(煙氣)의 추상」, 『월간문학』, 1970.9, 시.
- 「한 개의 귤잎」, 『월간문학』, 1971.3, 시.
- 「종(鐘)」, 『현대시학』, 1971.10, 시.
- 「소식」 외, 『현대시학』, 1972.8, 시.
- 「실내악을 위한 주체」, 『월간문학』, 1972.12, 시.
- 「산(山)풀 서정」, 『풀과별』, 1973.4, 시.
- 「청자상감당초문완」, 『시문학』, 1973.6, 시.
- 「주제」, 『시조문학』, 1973.6, 시.
- 「눈빛소묘(素描)」, 『현대시학』, 1973.10, 시.
- 「주제(主題)」, 『시문학』, 1974.6, 시.
- 「벽화」, 『한국문학』, 1974.7, 시.
- 「한 오후」, 『시조문학』, 1974.11, 시.
- 「실내악을 위한 주제」, 『한국문학』, 제1시집 1979년
- 「그대 눈빛은」, 『시문학』, 1976.1, 시.
- 「밤바다에서」, 『현대시학』, 1976.7, 시.
- 「기적(汽笛)」, 『시문학』, 1976.11, 시.
- 「어머니」, 『현대문학』, 1977.9, 시.
- 「청(靑)」 외, 『한국문학』, 1978.3, 시.
- 「비가(悲歌)」, 『문학사상』, 1978.6, 시.
- 『실내악을 위한 주제』, 한국문학사, 1979, 시집.
- 「눈물을 꿰고」 외, 『한국문학』, 1979.1, 시.
- 「영하(零下)」, 『세대』, 1979.7, 시.
- 「기원(祈願)」, 『한국문학』, 1979.9, 시.
- 「눈」, 『현대시학』, 1980.4, 시.
- 「은행나무 아래서」, 『한국문학』, 1980.9, 시.
- 「고적(孤寂)」 외, 『한국문학』, 1981.4, 시.
- 「동해 바다」, 『한국문학』, 1982.4, 시.
- 「달맞이꽃」 외, 『현대문학』, 1983.6, 시.
- 「잠」, 『신동아』, 1984.7, 시.
- 「미련(未練)」, 『현대문학』, 1984.8, 시.
- 「무대를 내리며」, 『한국문학』, 1985.1, 시.
- 「단상(斷想) 15」 외, 『월간문학』, 1985.8, 시.
- 「밤에」 외, 『문예중앙』, 1985.9, 시.
- 「단상(斷想) 7-놀빛 고(攷)」, 『현대문학』, 1985.10, 시.
- 「벽」 외, 『한국문학』, 1985.10, 시.
- 「별 7」, 『현대문학』, 1985.10, 시.
- 「악수」, 『한국문학』, 1986.3, 시.
- 「산행 20」 외, 『월간문학』, 1986.5, 시.
- 「달팽이」, 『동서문학』, 1986.6, 시.
- 「산행 17」, 『예술계』, 1986.7, 시.
- 「푸념조」 외, 『현대문학』, 1986.7, 시.
- 「야상(夜想)」, 『월간문학』, 1986.11, 시.
- 「여(旅)」, 『시조문학』, 1986.11, 시.
- 『서울 한낮』, 문학세계사, 1987, 제2시집.
- 「눈의 미학」, 『시문학』, 1987.1, 시.
- 「새」, 『동서문학』, 1987.5, 시.
- 「설계(設計)」 외, 『현대문학』, 1987.7, 시.
- 「이후(以後)」, 『시조문학』, 1987.9, 시.
- 「소묘(素描)」, 『월간경향』, 1987.11, 시.
- 「겨울노래」, 『월간문학』, 1987.11, 시.
- 「출범기(出帆記)」 외, 『심상』, 1988.1, 시.
- 「고목」 외, 『심상』, 1988.7, 시.
- 「그 사람」 외, 『월간문학』, 1988.7, 시.
- 「빈 뜨락」, 『문학정신』, 1988.7, 시.
- 「장미」, 『동서문학』, 1988.7, 시.
- 「산행(山行) 1」, 『동양문학』, 1988.10, 시.
- 「그 사람 3」, 『동양문학』, 1988.11, 시.
- 「섣달을 가며」 외, 『심상』, 1988.12, 시.
- 「파조(破調) 2」 외, 『현대문학』, 1989.4, 시.
- 「비룡폭포」 외, 『심상』, 1989.8, 시.
- 「갈대」, 『문학사상』, 1989.11, 시.
- 『소녀』, 태학사, 2001, 제3 시조집.

```
  '손톱에 달이 뜬다' 2012년9.20. 제4시집 
  '언젠가의 연애편지' 제5시화집 2012년 9.20.
```

시집 :  『서정의 취사』 한국대표 명시선 100  시조집 (시인생각 2013년 4월 30일) 
『저물 듯 오시는 이』 빛나는 시100인선 시조집(인간과 문학사 2014년9월 26일) 
『시인은 하이힐을 신는다』일 시조집(현대시학 기획시인선) 2021년 1월 15일
『그대의 끼니가 아름답기를』 (동학사, 한국현대시인선053. 2025년 1월31일)

### 소설
- 『「직각으로의 연인』 」, 명지사, 1990, 단편.
- 『 밤바다 환상곡』  , 명지사, 1993, 단편
- 『세 여자의 몽환』, 명지사, 1994, 단편.
- 『룸펜의 아내』, 명지사, 1995, 단편.
- 『라이벌』, 명지사, 1996, 단편.
- 『흑장미』, 고려원미디어, 1997, 장편.
- 『화가와 러브호텔』, 명지사, 2000, 단편.
- 『사랑은 파도를 넘어』, 태동, 2000, 단편.
- 『숨은 사랑 』 공저 (청어. 2010년 12월 20일 )
- 『날아라 빛 』 공저 (청어.  2014년 11월 10일
- 『길을 세우다』  공저 (신아.  2018년 9월21일)

### 수필
- 『한줄기 사랑으로 네 가슴에』, 우석, 1986, 수필집.
- 『어느날 문득 사랑 앞에서』, 홍익출판사, 1988, 수필집.
- 『소박한 날의 청춘』, 현대문학사, 1990, 수필집.

## 참고 문헌
- 오세영, 「기다림과 절대 이념」(상·하), 『현대시학』 211-212, 현대시학사, 1986.10~11.
- 최동호, 「노래와 숨의 시학- 한분순의 시세계」, 『최동호 평론집: 진흙 천국의 시적 주술』, 문학동네, 2006.
- 유성호, 「단아하고도 조요로운 정형미학의 한 극점」, 한분순, 『저물 듯 오시는 이』
- 홍신선 : 『한국시의 논리』, 1994.
- 김제현 : 『현대시조 평설』
- 정효구 : 『서울 한낮』평
- 이우걸 : 현대시조의 쟁점
- 박명숙 : 『시조21』기획연재『저물 듯 오시는 이』
- 황치복 : 한분순론 『시조시학 』여름호
- 장경렬 : 한분순의 '달팽이'
- 이정환 : 벽시계를 나선 뻐꾹새의 시학
- 조준희 : 시집 해설 『 저물 듯 오시는 이』
- 유성호 : 해방 후 여성시의 역사와 그 구체 『한국여성문학인회 50년사: 1965~2015』, 2015.
- 박진임 : 「여성, 그 난독의 텍스트: 한분순론」, 『시조시학』 57, 고요아침, 2015.